# سياسة الطاقة في كندا

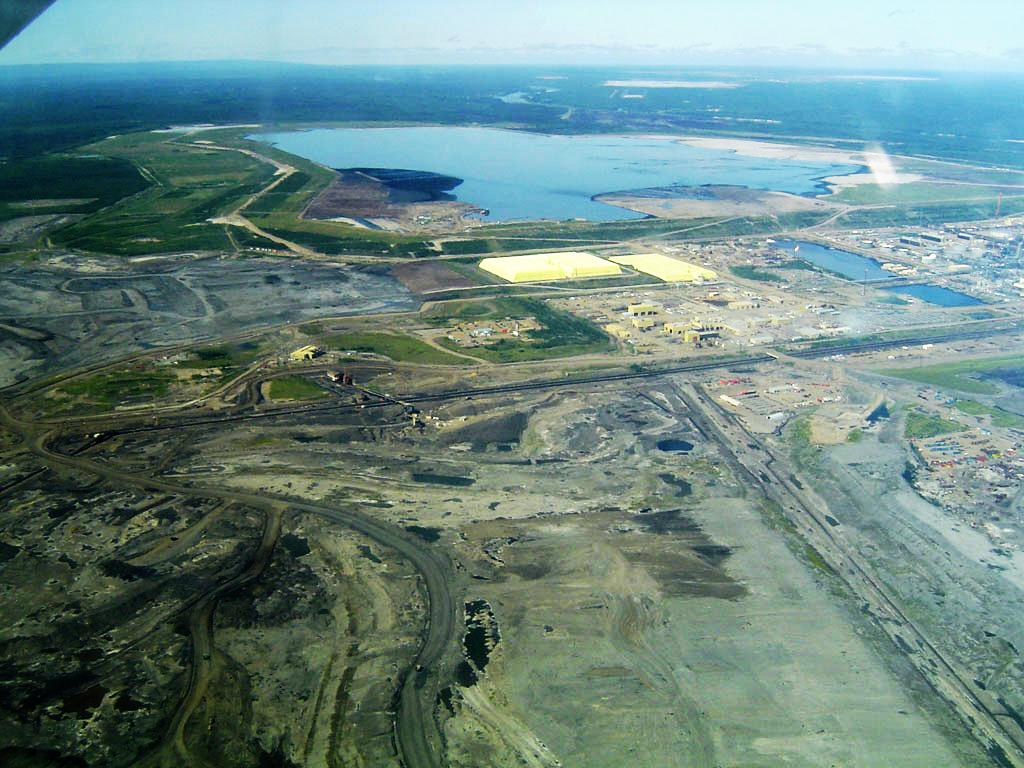

تُعَد كندا خامس أكبر منتج للكهرباء في العالم، إذ تنتج نحو 6% من الإمداد العالمي للطاقة. كما أنها أكبر منتج في العالم لليورانيوم الطبيعي، فتنتج ثلث الإمداد العالمي منه، والمنتج الأول أيضًا للطاقة الكهرومائية, بإنتاجها 13% من إجمالي الناتج العالمي. هذا فضلاً عن دورها كمنتج رئيسي للبترول، والغاز الطبيعي، والفحم. ولا يتفوق على كندا في إنتاج الطاقة الإجمالي سوى روسيا، وجمهورية الصين الشعبية، والولايات المتحدة والسعودية.
تمثل الولايات المتحدة السوق التجاري الرئيسي لكندا في منتجات الطاقة وخدماتها. فتصدر كندا نحو 98% من إجمالي صادراتها من الطاقة إلى الولايات المتحدة، ما يعني أن كندا أكبر موردي صادرات الطاقة لأكبر اقتصاد في العالم. تصدر كندا، كذلك، كميات كبيرة من اليورانيوم والفحم إلى آسيا وأوروبا وأمريكا اللاتينية.
ورغم كون كندا مُصدِّرًا خالصًا للطاقة، فإنها تستورد أيضًا كميات كبيرة من منتجات الطاقة. فهي من الدول المصدرة والمستوردة للفحم والبترول نظرًا لوقوع حقول الفحم والبترول الرئيسية في غرب كندا، وخاصة في ألبيرتا، أي بعيدًا عن المراكز الصناعية والسكانية الكندية الرئيسية في أونتاريو وكيبيك، ولا يمكن للكثير من معامل تكرير البترول فيها التعامل مع أنواع البترول المُنتَجة في كندا.

## إحصائيات أساسية
| الطاقة في كندا | الطاقة في كندا | الطاقة في كندا    | الطاقة في كندا    | الطاقة في كندا    | الطاقة في كندا    | الطاقة في كندا            |
| | لكل فرد        | الطاقة الأولية    | الإنتاج           | التصدير           | الكهرباء          | انبعاث ثاني أكسيد الكربون |
| | بالمليون       | تيراوات في الساعة | تيراوات في الساعة | تيراوات في الساعة | تيراوات في الساعة | طن متري                   |
| --- | -------------- | ----------------- | ----------------- | ----------------- | ----------------- | ------------------------- |
| 2004 | 31.95          | 3129              | 4623              | 1558              | 549               | 551                       |
| 2007 | 32.98          | 3133              | 4805              | 1742              | 560               | 557                       |
| 2008 | 33.33          | 3103              | 4738              | 1683              | 568               | 551                       |
| 2009 | 33.74          | 2955              | 4533              | 1645              | 522               | 521                       |
| 2010 | 34.11          | 2929              | 4627              | 1741              | 516               | 536                       |
| التغير من 2004 إلى 2010 | 6.8%           | -6.4 %            | 0.1%              | 11.7%             | -5.9 %            | -2.6 %                    |
| Mtoe (مليون طن نفط مكافئ) = 11.63 تيراوات في الساعة، تشمل الطاقة الأولية خسائر الطاقة التي تبلغ نسبتها 2/3 في الطاقة النووية. |                |                   |                   |                   |                   |                           |

## كتابات أخرى
- Froschauer, Karl. White Gold: Hydroelectric Power in CanadaUBC Press ISBN 978-0-7748-0709-8
- An Energy history of Canada
- Energy Policies of IEA Countries -- Canada (2004) منظمة التعاون الاقتصادي والتنمية/IEA. ISBN 92-64-10801-7
- 2011 Canadian Nuclear Factbook (2011) Canadian Nuclear Association